# 沃夫奇基夫齊 (斯尼亞滕區)
48°28′23″N 25°23′43″E / 48.47306°N 25.39528°E
沃夫奇基夫齊（烏克蘭語：Вовчківці），是烏克蘭西部的村莊，隸屬伊萬諾-弗蘭科夫斯克州的科洛梅亞區。該村面積9.1平方公里，海拔高度237米，2001年人口2,304。